# Ordi60

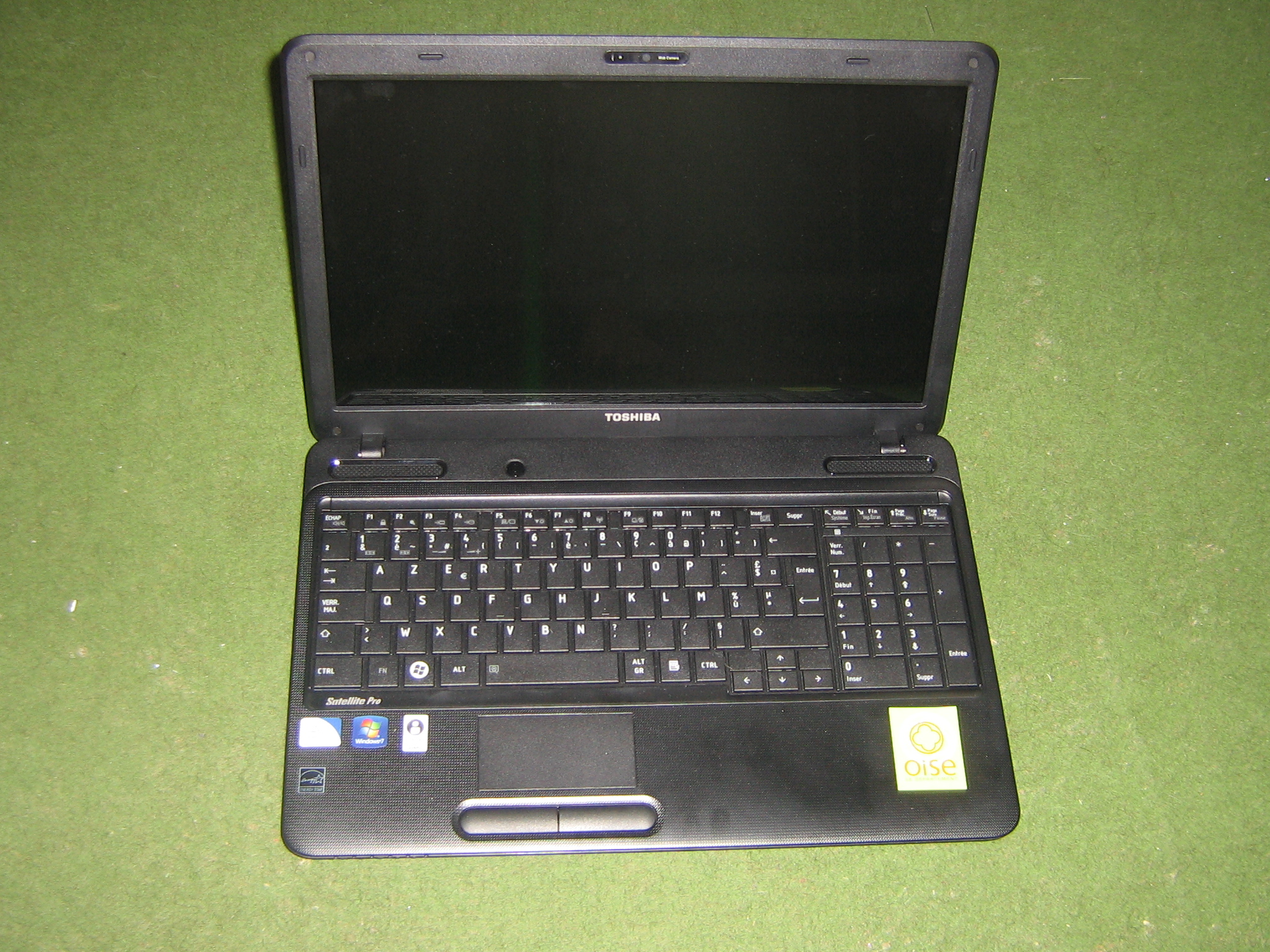
Un Ordi60 2011

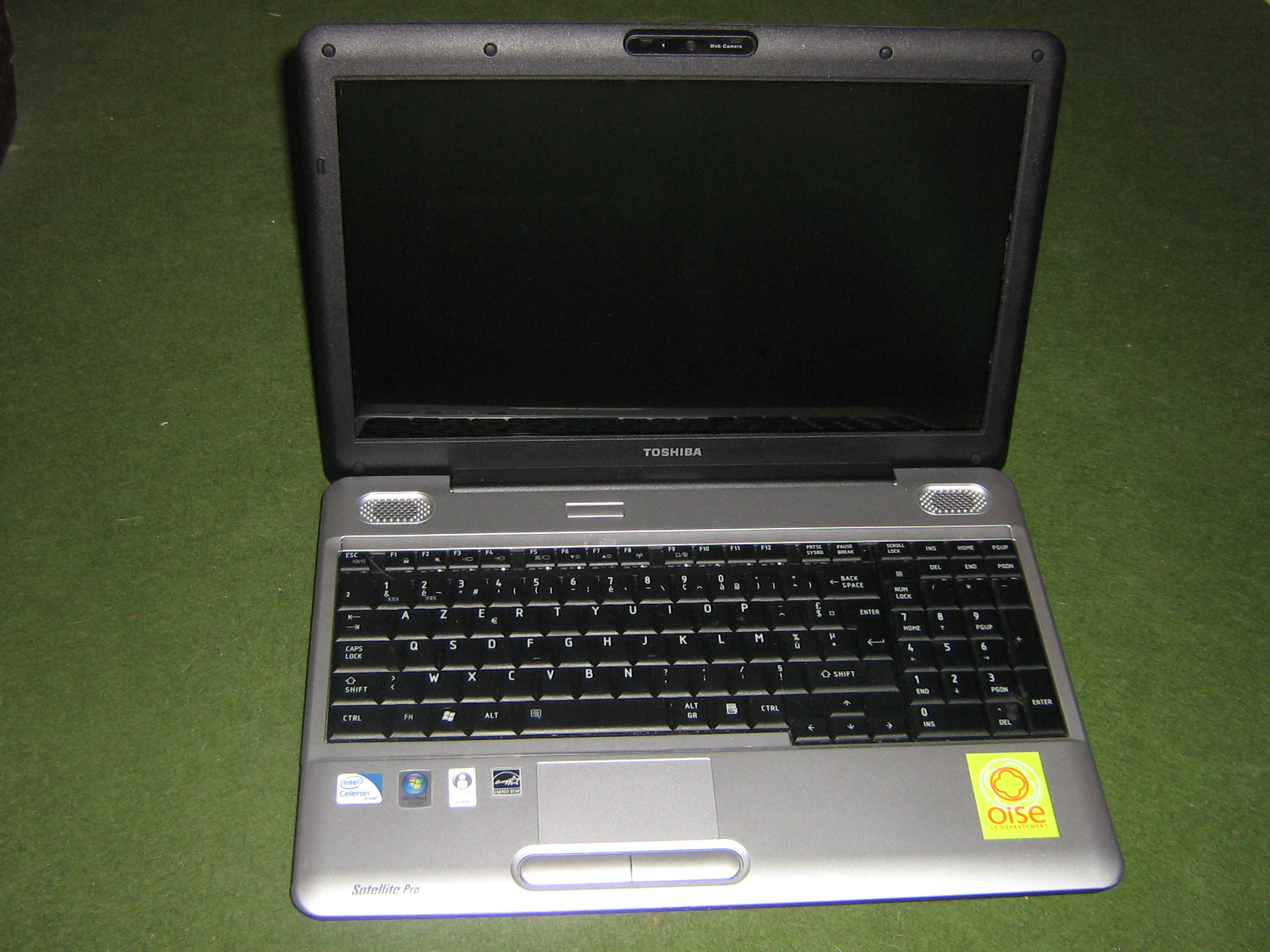
Un Ordi60 2010

Ordi60, ou Ordi 60, était une action du conseil général de l'Oise visant à prêter un ordinateur portable à chaque collégien (du public ou du privé) du département, soit plus de 37 000. Elle a été lancée en 2008 et arrêté en 2015. Elle a été créée dans le but de réduire la fracture numérique.

## Fonctionnement
L'Ordi60 est offert au collégien après six ans s'il ne l'a pas rendu entretemps et n'a pas quitté le département.

## Caractéristiques des Ordi60

### Logiciels
Pour l'édition 2010, 65 logiciels sont pré-installés sur les Ordi60s, en plus de Windows Vista Édition Familiale Premium (Windows 7 par la suite), et des logiciels fournis avec
Pour l'édition 2011, les logiciels sont regroupés en six catégories : 
- La première est la catégorie « apprendre » elle est elle-même composée de plusieurs sous-catégories :
  - Encyclopédie Larousse 2009, avec l'intégralité du logiciel avec le Larousse Multilingues. Intégré dans l’Encyclopédie Larousse, il y a les définitions, les citations, les atlas, la chronologie, des cartes, des animations, des vidéos, des médias, des dessins, des photos, des statistiques, des sons et un quiz.
  - Français - Langues : Collatinus (Latin), DicoVerb, Dictionnaire Robert & Collins Français/Anglais, Français/Allemand, Français/Espagnol, Le Petit Robert (Français).
  - Laboratoire de Sciences : Avistep (Version 2.1.1-23/11/2002), Celestia (Version 1.6.0-2009), Chroma (Version 2.5.3-2008), Dsciences (OpenOffice.org), Mesurim pro (Version 3.3-2008), Optikos (Version 1.1.0-26/01/2009), Oscillo (Version 3.5.1-2007), Plante, Cœur 2 (Académie de Toulouse), Rasmol (Version 2.6-21/11/1996), Regressi Junior (2.71-05/06/2006), Stellarium (Version 0.10.5-2010), Tectoglob (2008).
  - Mathématiques : Géogebra (Version 1.8.0-25/07/2010), Geoplan (01/2003), MathenPoche.
  - Histoire/Géographie : CBGeo (Version 6.10-2005), Atlas Magnard (2006).
  - Prévention Routière : Autopsie d'un accident (Version 1.1-2003), Cycloexpérience (2008), Moduloroute (Version 1.1-2006)
  - Orientation Scolaire : Déclic Métier (2008), Destination Metier.
  - Premiers secours : Hector Premiers secours (2009).

- La seconde catégorie est « travailler » : Dia, Mozilla Sunbird, OpenOffice.org, PDFcreator, ScreenCopy, Scribus, 7-zip.

- La troisième catégorie est « Communiquer » : Firefox, Kompozer, Mozilla Thunderbird, Pidgin, Spybot search and destroy.

- La quatrième catégorie est « Créer » : Audacity (Version 1.3.12-beta-2010), Blender (Version 2.49-01/09/2009), Cdex (Version 1.51-2003), Freemind (Version 0.9.0, 22/06/2010), The GIMP (Version 2.6), Hotpotatoes, INkscape, OpenOffice.org, Sweethome 3D (Version 2.5-2010), Bridge Set Construction Démo.

- La cinquième catégorie est « Se divertir » : Enigma (1.0-2007), GnuSolfège (Version 3.16.4-2008), Open Alchemist, Tuxtyping, VLC Media Player (Version 2.2.1), Xnview.

- La sixième Catégorie est un raccourci pour accéder à ces dernières.

### Ordinateurs
Pour l'édition 2011, les ordinateurs sont des Toshiba Satellite Pro L650. Ceux de 2010 sont des Toshiba Satellite Pro L500, et ceux de 2009, des Toshiba Satellite Pro L300. 
En 2013 des Samsung 305U1A ont été prêtés. Depuis l'édition 2015, ce sont des tablettes Lenovo A5500-F qui sont prêtées.

## Critiques
L'opération a été critiquée à cause de son prix. Son utilité a également été remise en cause.